# Skate nos Jogos Olímpicos de Verão de 2024 - Street masculino
A competição do street masculino do skate nos Jogos Olímpicos de Verão de 2024 foi realizada em 29 de julho de 2024 na Praça da Concórdia, em Paris. Um total de 22 skatistas de 11 Comitês Olímpicos Nacionais (CON) participaram do evento. Originalmente estava programado para ocorrer em 27 de julho, mas foi adiado em dois dias devido às condições climáticas.

## Qualificação
Um total de 22 vagas estavam disponíveis para o street masculino, sendo atribuídas aos 20 melhores skatistas do ranking mundial, uma pela regra da universalidade e uma para o país anfitrião, a França.

## Formato da competição
Todas as 22 skatistas fazem duas corridas de 45 segundos e, em seguida, cinco rodadas de manobras simples. Apenas a melhor pontuação de corrida e as duas maiores pontuações de manobras simples das sete rodadas para cada skatista contam para a pontuação final. As oito melhores skatistas das preliminares se classificam para as finais, onde as pontuações são zeradas e seguem o mesmo formato de duas rodadas de 45 segundos e cinco rodadas de manobras simples.

## Calendário
Horário local (UTC+2)
| Dia                 | Horário | Fase         |
| ------------------- | ------- | ------------ |
| 29 de julho de 2024 | 12:00   | Preliminares |
| 29 de julho de 2024 | 17:00   | Final        |

## Medalhistas
| Ouro   | JPN Yuto Horigome |
| Prata  | USA Jagger Eaton  |
| Bronze | USA Nyjah Huston  |

## Resultados

### Preliminares
Os oito competidores com as melhores pontuações, independente da bateria, avançam a final.
| Pos. | Bateria | Skatista            | CON                | Corrida | Corrida | Manobra | Manobra | Manobra | Manobra | Manobra | Total  | Notas |
| Pos. | Bateria | Skatista            | CON                | 1       | 2       | 1       | 2       | 3       | 4       | 5       | Total  | Notas |
| ---- | ------- | ------------------- | ------------------ | ------- | ------- | ------- | ------- | ------- | ------- | ------- | ------ | ----- |
| 1    | 2       | Jagger Eaton        | USA Estados Unidos | 57.88   | 88.37   | 0.00    | 0.00    | 92.65   | 93.86   | 62.07   | 274.88 | Q     |
| 2    | 4       | Nyjah Huston        | USA Estados Unidos | 17.89   | 90.18   | 90.31   | 88.87   | 92.17   | 0.00    | 0.00    | 272.66 | Q     |
| 3    | 2       | Sora Shirai         | JPN Japão          | 61.63   | 86.71   | 93.57   | 0.00    | 0.00    | 90.14   | 0.00    | 270.42 | Q     |
| 4    | 3       | Yuto Horigome       | JPN Japão          | 89.72   | 34.75   | 93.08   | TNS     | 77.91   | 87.38   | 0.00    | 270.18 | Q     |
| 5    | 1       | Matías Dell Olio    | ARG Argentina      | 88.53   | 0.76    | 0.00    | 88.32   | 0.00    | 89.43   | 0.00    | 266.28 | Q     |
| 6    | 1       | Kelvin Hoefler      | BRA Brasil         | 86.48   | 90.41   | 0.00    | 73.98   | 85.53   | 0.00    | 89.30   | 265.24 | Q     |
| 7    | 4       | Cordano Russell     | CAN Canadá         | 69.00   | 86.99   | 85.38   | 91.50   | 0.00    | 0.00    | 0.00    | 263.87 | Q     |
| 8    | 4       | Richard Tury        | SVK Eslováquia     | 87.84   | 53.37   | 78.84   | 0.00    | 0.00    | 0.00    | 91.31   | 257.99 | Q     |
| 9    | 2       | Vincent Milou       | FRA França         | 62.29   | 71.49   | 87.20   | 0.00    | 94.09   | 0.00    | 0.00    | 252.78 |       |
| 10   | 1       | Mauro Iglesias      | ARG Argentina      | 8.73    | 79.50   | 0.00    | 90.12   | 0.00    | 0.00    | 79.47   | 249.09 |       |
| 11   | 1       | Matt Berger         | CAN Canadá         | 44.53   | 51.99   | 0.00    | 0.00    | 0.00    | 88.50   | 89.95   | 230.44 |       |
| 12   | 2       | Brandon Valjalo     | RSA África do Sul  | 31.25   | 33.50   | 0.00    | 81.61   | 82.06   | 0.00    | 0.00    | 197.17 |       |
| 13   | 3       | Giovanni Vianna     | BRA Brasil         | 85.67   | 44.03   | 0.00    | 0.00    | 92.85   | TNS     | 0.00    | 178.52 |       |
| 14   | 4       | Ginwoo Onodera      | JPN Japão          | 49.50   | 83.51   | 0.00    | 0.00    | 93.57   | 0.00    | 0.00    | 177.08 |       |
| 15   | 3       | Felipe Gustavo      | BRA Brasil         | 26.29   | 64.67   | 93.22   | 0.00    | 0.00    | 0.00    | 0.00    | 157.89 |       |
| 16   | 2       | Aurélien Giraud     | FRA França         | 44.26   | 55.64   | 0.00    | 0.00    | 0.00    | 88.07   | 0.00    | 143.71 |       |
| 17   | 3       | Gustavo Ribeiro     | POR Portugal       | 48.31   | 33.37   | 0.00    | 93.83   | 0.00    | 0.00    | 0.00    | 142.14 |       |
| 18   | 3       | Ryan Decenzo        | CAN Canadá         | 45461   | 25.84   | 0.00    | 0.00    | 90.85   | 0.00    | 0.00    | 116.69 |       |
| 19   | 1       | Shane O'Neill       | AUS Austrália      | 13.41   | 16.50   | 0.00    | 0.00    | 0.00    | 91.00   | 0.00    | 107.50 |       |
| 20   | 4       | Joseph Garbaccio    | FRA França         | 39.72   | 72.57   | 0.00    | 0.00    | 0.00    | 0.00    | 0.00    | 72.57  |       |
| 21   | 2       | Chris Joslin        | USA Estados Unidos | 50.84   | 31.50   | 0.00    | 0.00    | 0.00    | 0.00    | 0.00    | 50.84  |       |
| 22   | 1       | Jhancarlos González | COL Colômbia       | 47.64   | 48.09   | 0.00    | 0.00    | 0.00    | 0.00    | 0.00    | 48.09  |       |

### Final
Os três competidores com as melhores pontuações no total conquistaram as medalhas.
| Pos.              | Skatista         | CON                | Corrida | Corrida | Manobra | Manobra | Manobra | Manobra | Manobra | Total  |
| Pos.              | Skatista         | CON                | 1       | 2       | 1       | 2       | 3       | 4       | 5       | Total  |
| ----------------- | ---------------- | ------------------ | ------- | ------- | ------- | ------- | ------- | ------- | ------- | ------ |
| Medalha de ouro   | Yuto Horigome    | JPN Japão          | 89.90   | 68.54   | 94.16   | 0.00    | 0.00    | 0.00    | 97.08   | 281.14 |
| Medalha de prata  | Jagger Eaton     | USA Estados Unidos | 61.77   | 91.92   | 92.80   | 93.87   | 0.00    | 95.25   | 0.00    | 281.04 |
| Medalha de bronze | Nyjah Huston     | USA Estados Unidos | 87.06   | 93.37   | 92.79   | 93.22   | 0.00    | 0.00    | 0.00    | 279.38 |
| 4                 | Sora Shirai      | JPN Japão          | 90.11   | 39.34   | 93.80   | 0.00    | 0.00    | 94.21   | 0.00    | 278.12 |
| 5                 | Richard Tury     | SVK Eslováquia     | 87.85   | 89.31   | 92.09   | 0.00    | 0.00    | 92.58   | 0.00    | 273.98 |
| 6                 | Kelvin Hoefler   | BRA Brasil         | 87.25   | 38.74   | 90.14   | 0.00    | 92.88   | 0.00    | 0.00    | 270.27 |
| 7                 | Cordano Russell  | CAN Canadá         | 19.06   | 23.55   | 0.00    | 92.88   | 93.32   | 94.93   | 0.00    | 211.80 |
| 8                 | Matías Dell Olio | ARG Argentina      | 69.14   | 69.86   | 0.00    | 0.00    | 0.00    | 0.00    | 84.12   | 153.98 |